# Chiesa di Santa Maria Assunta (Sandigliano)
La Chiesa Parrocchiale di Santa Maria Assunta si trova a Sandigliano, in provincia e diocesi di Biella. È un edificio religioso di rilevanza storica, ricostruito in stile neogotico nel XIX secolo.

## Storia
Sul territorio si trovavano anticamente due importanti chiese: l'attuale parrocchiale, dedicata alla Madonna Assunta, e un'altra, menzionata fin dal 1298 come ecclesia sancti Petri, di cui oggi non rimane alcuna traccia. Le origini della chiesa risalgono al XV secolo, quando l'antica chiesa di Santa Maria faceva parte del complesso fortificato del castello La Rocchetta. Il 29 luglio 1866, l'edificio originale crollò improvvisamente, senza causare vittime poiché la popolazione locale si trovava in processione al Santuario di Oropa.

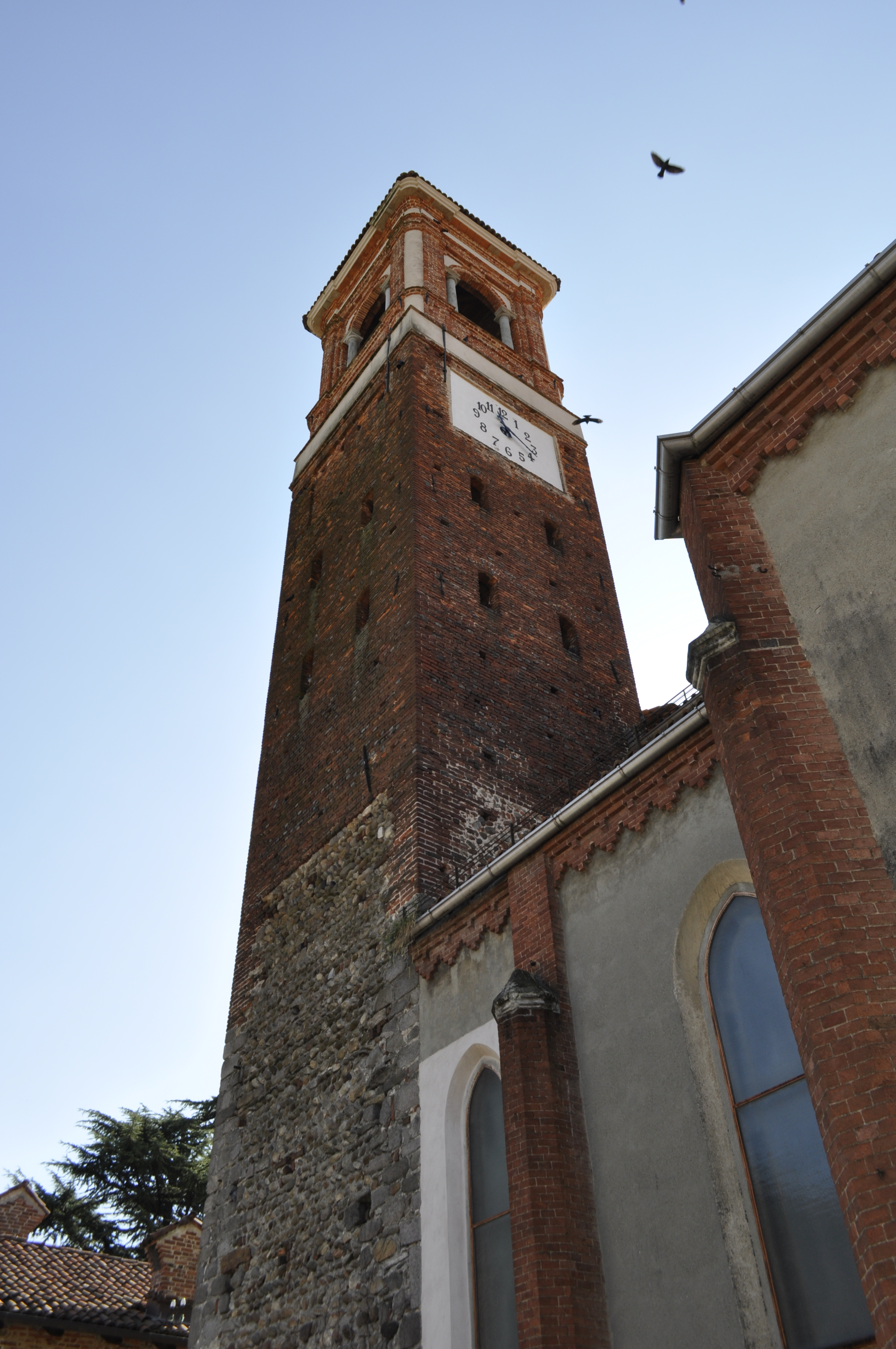
Campanile di Sandigliano

La ricostruzione della chiesa, completata nel 1878, portò alla creazione di un nuovo edificio. In questa occasione, fu aggiunto anche un campanile, eretto sulla base di una torre preesistente che, in passato, era stata utilizzata come prigione.

## Architettura
L'interno è arricchito da dipinti di artisti locali, tra cui quelli della famiglia De Bosis di Sandigliano.
Il progetto architettonico fu diretto dal conte Ferrari d’Orsara, mentre i lavori furono eseguiti dagli appaltatori fratelli Vigliani di Ponderano.
Il professor Enrico Gamba realizzò l’ancona dell’altare maggiore, mentre i decoratori Pozzo e Boggio contribuirono alla decorazione complessiva. Il cavaliere Guzzoni Albino si occupò della lavorazione dei marmi e delle pietre, e i fratelli Marielta di Torino curarono gli arredi interni.